# Карагандинский пивоваренный завод
«Эфес Караганда пивоваренный завод» (Карагандинский пивоваренный завод) — производитель пива, предприятие пищевой промышленности города Караганды. По версии РА Эксперт Казахстан занимает 93-е место в списке крупнейших компаний страны (2015).
Карагандинский пивоваренный завод работает с 1958 года.
В 1997 году Карагандинский пивоваренный завод приобрела Efes Beverage Group и образовало предприятие АО ИП «Эфес Караганда пивоваренный завод».
Как показывают маркетинговые исследования пиво «Карагандинское» — входит в число самых популярных пивных брендов Казахстана. Продукция Карагандинского пивзавода занимает первую позицию в Казахстане по объёму продаж пива, с долей рынка более 20 %.

## Деятельность
В 2013 году постановлением правительства были определены восемь системообразующих предприятий Карагандинской области на предмет мониторинга казахстанского содержания, в число которых, наряду с «АрселорМиттал Темиртау», «Казахмыс», «Конфеты Караганды», Eurasian Foods, Central Asia Cement, Kazcentrelectroprovod и «Карагандарезинотехника», вошло и АО ИП «Эфес Караганда пивоваренный завод».

### Марки пива

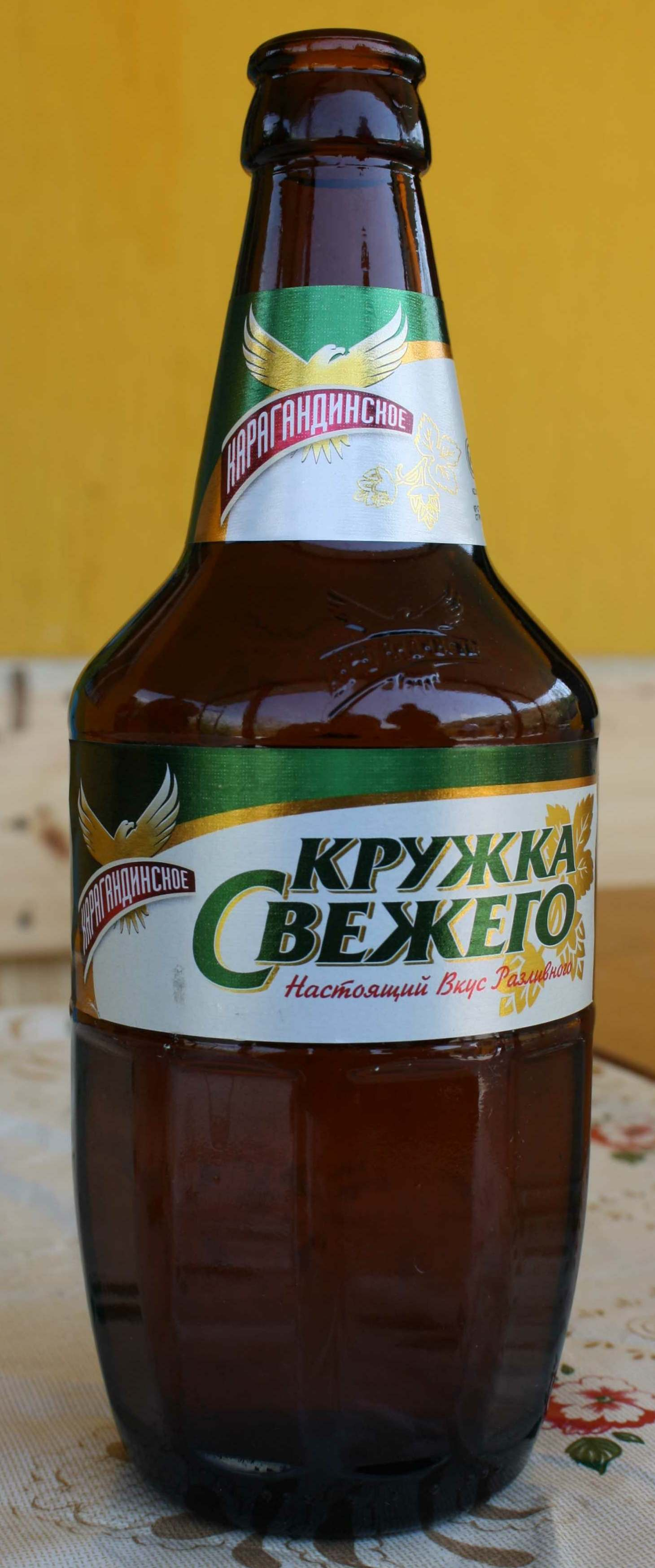
Бутылка пива «Кружка Свежего»

| Марка пива                    | крепость | калорийность |
| ----------------------------- | -------- | ------------ |
| «Карагандинское Светлое»      | 4,5 %    | 42 ккал.     |
| «Карагандинское Тёмное»       | 7,0 %    | 58 ккал.     |
| «Карагандинское Классическое» | 3,8 %    | 37 ккал      |
| «Карагандинское Традиционное» | —        | —            |
| «Огни Магнитки»               | 3,4 %    | —            |
| «Крестьянское»                | —        | —            |
| «Кружка Свежего»              | —        | —            |
|                               |          |              |
|                               |          |              |

## Награды
На Сочинской международной выставке-ярмарке «Beer-2004» пиво «Карагандинское Светлое» и «Карагандинское Тёмное» получили золотые медали за «отличное качество» и за «элегантно выдержанный стиль».

## Адрес
АО ИП «Эфес Караганда пивоваренный завод»: 100014 Караганда, Казыбекбийский район, ул. Гоголя 75